# Zandstraalfolie

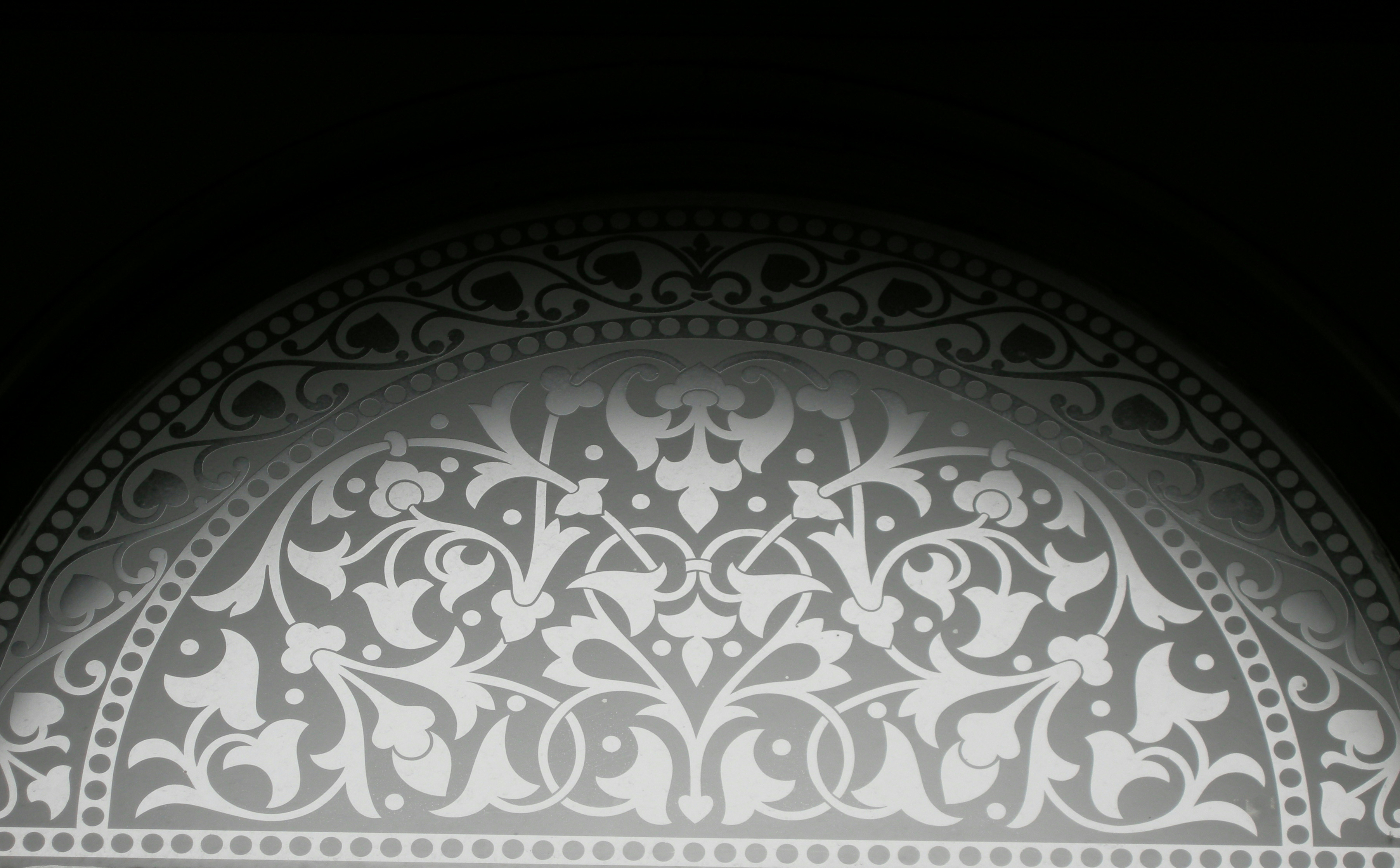
Geëtst glas in Bankfield Museum, West Yorkshire, Engeland.

Zandstraalfolie of glassetchedfolie (Engels: Sandblasting foil) is een matte, melkachtige, grijze raamfolie. Het folie wordt voornamelijk gebruik voor ruimtes waarbij de lichtinval intact dient te blijven, maar tegelijkertijd een zekere privacy geeft. Zoals de naam doet vermoeden, lijkt het, na aanbreng van de folie, alsof het raam in kwestie gezandstraald is.